# Котово-Пляць
Котово-Пляць (пол. Kotowo-Plac) — село в Польщі, у гміні Єдвабне Ломжинського повіту Підляського воєводства.
Населення — 128 осіб (2011).
У 1975-1998 роках село належало до Ломжинського воєводства.

## Демографія
Демографічна структура станом на 31 березня 2011 року:
|          | Загалом | Допрацездатний вік | Працездатний вік | Постпрацездатний вік |
| -------- | ------- | ------------------ | ---------------- | -------------------- |
| Чоловіки | 58      | 9                  | 42               | 7                    |
| Жінки    | 70      | 13                 | 31               | 26                   |
| Разом    | 128     | 22                 | 73               | 33                   |